# Luiz Estevão
Luís Estêvão de Oliveira Neto (Rio de Janeiro, 6 de julho de 1949) é um empresário, dirigente esportivo e político brasileiro, filiado ao Partido Renovador Trabalhista Brasileiro (PRTB). Com base no Distrito Federal, foi senador da República entre 1999 a 2000 e deputado distrital de 1995 a 1999 pelo Partido do Movimento Democrático Brasileiro (MDB). Foi cassado no Senado Federal em 28 de junho de 2000, sendo preso e condenado pelos crimes de peculato, corrupção ativa e estelionato.

## Família e educação
Estevão se tornou órfão aos dezesseis anos de idade, com a morte de seu pai, Luiz Octávio Estevão de Oliveira. Sua mãe havia morrido de choque anafilático oito horas após o nascimento de seu filho. Estevão então foi criado por Lino Martins Pinto, casado com uma tia sua, Marita. Lino era proprietário de uma loja de pneus em Uberlândia, Minas Gerais. Em 1966, o casal se mudou, juntamente com o filho adotivo, para Brasília.
Antes de se mudar para a capital federal, Estevão estudou em um colégio interno no Rio de Janeiro, o Liceu Francês. Em Brasília, foi aluno do Centro Integrado de Ensino Médio, o CIEM, escola de aplicação da Universidade de Brasília (UnB) fechada pela ditadura, onde foi colega do ex-presidente Fernando Collor de Melo e do ex-senador Paulo Octávio.
Na Universidade de Brasília (UnB), foi aluno do curso de Física, mas não se formou, desistindo do curso em seu segundo semestre. Na época, desejava ser físico e tinha como ídolo Albert Einstein. Aos dezoito anos de idade começou a trabalhar na revendedora de pneus do pai adotivo.
Estêvão se casou com Cleucy Meirelles de Oliveira, filha do empresário Cleto Meirelles, com quem teve seis filhos: Fernanda, Ilca Maria, Luiz Estevão, Cleuci, Luiz Eduardo e Luiza. Em setembro de 1997, Cleuci, então com 12 anos, foi sequestrada em Brasília mas a polícia conseguiu libertá-la sem pagamento de resgate.

## Carreira empresarial
Como sócio de Lino, Estêvão ampliou os negócios em agropecuária, construção civil, revenda de automóveis e pneus, estação de rádio e até banco de investimentos. Reunidas no chamado Grupo OK, tornou-se um dos maiores empresários do Distrito Federal. Em 2012, possuía mais de mil imóveis só no Distrito Federal.
O tamanho da fortuna de Estevão, contudo, é disputado. Em 1999, era estimada em US$ 350 milhões. Em 2020, uma magistrada referiu, em uma decisão judicial, que era "um dos homens mais ricos do DF, quiçá do Brasil." Em 2016, alegou que sua fortuna perfazia montante superior a R$ 30 bilhões.
Estevão é dono do Brasiliense Futebol Clube, fundado em 2000 e desde 2016 dirigido por sua filha, Luiza Estevão. Também é dono do jornal online Metrópoles, criado em 2015, além de uma emissora de rádio com mesmo nome do jornal, a Metrópoles FM.

## Carreira política
A primeira aparição em nível nacional de Estevão deu-se em julho de 1992 quando ele e o também empresário e político Paulo Octávio se disseram avalistas de uma suposta operação de empréstimo de US$ 5 milhões, conhecida como Operação Uruguai, apresentada pelo presidente da república, Fernando Collor, seu amigo da juventude, como justificativa para parte de sua fortuna pessoal.
Em 1994, Estevão foi eleito para a Câmara Legislativa do Distrito Federal pelo Partido Progressista (PP). Com 46.205 votos, alcançou votação recorde para o cargo, que foi superada somente em 2022. No decorrer da segunda legislatura, fez uma vigorosa oposição ao governo local do governador petista Cristovam Buarque.
Após migrar para o Partido do Movimento Democrático Brasileiro (PMDB), Estevão elegeu-se para o Senado Federal em outubro de 1998, com 460.947 votos, correspondentes a 47,7% dos votos válidos, derrotando a petista Arlete Sampaio, que alcançou 36,02%.
Durante as investigações realizadas no âmbito da CPI do Judiciário, no Senado, Estevão foi apontado como diretamente envolvido com o juiz Nicolau dos Santos Neto no esquema de desvio de verbas das obras do Tribunal Regional do Trabalho em São Paulo.
Durante as investigações, foram confiscados disquetes copiados de um computador que fora usado no gabinete de Estevão. O objetivo era tentar estabelecer uma relação de sociedade na construção do Fórum Trabalhista de São Paulo entre o Grupo OK e a empresa INCAL, de Fábio Monteiro de Barros, executora da obra. Embora ambos negassem a relação, os documentos eletrônicos — arquivos encontrados no computador, juntamente com o rastreamento das ligações telefônicas e a quebra do sigilo bancário dos envolvidos — criaram um contexto impossível de ser negado por ambos que, então, puderam ser incriminados.
Em 28 de junho de 2000, por 52 votos a favor, 18 contra e 10 abstenções, teve seu mandato cassado por quebra de decoro parlamentar. Foi o primeiro senador da República a ser cassado. Também ficou inelegível por oito anos. Em seu lugar assumiu o suplente, Valmir Amaral, empresário de transporte urbano, até a conclusão do mandato, em 31 de janeiro de 2007.

## Prisão e condenação
Em 2006, Estevão foi condenado a 31 anos de prisão por crimes cometidos no desvio de verbas na obra Fórum Trabalhista de São Paulo. Em 23 de agosto de 2012, foi assinado um acordo com a Advocacia-Geral da União (AGU) onde o Grupo OK se comprometeu a devolver R$ 468 milhões aos cofres públicos da União, referentes aos desvios da construção do prédio do TRT de São Paulo, nos anos 1990.
Em 2015, o Supremo Tribunal Federal (STF) manteve a condenação de Estevão, em 2006, pelo desvio de R$ 169 milhões de obras do TRT/SP, sendo condenado a 31 anos de prisão pelos crimes de corrupção ativa, estelionato, peculato, formação de quadrilha e uso de documento falso. A pena caiu para 26 anos porque dois dos crimes, quadrilha e uso de documento falso, prescreveram.
Em 2016, Estevão teve o pedido de prisão imediata determinada pela 1º vara da Justiça Federal de São Paulo, a partir do entendimento do STF para a prisão em segunda instância. A ordem de prisão foi encaminhada para Polícia Federal.
Ainda em 2016, o Tribunal Regional Federal negou-lhe habeas corpus, mantendo-o na prisão. O desembargador Valdeci dos Santos afirmou: "O contexto fático torna claro o intento do paciente em procrastinar o trânsito em julgado do aresto condenatório, eximindo-se do cumprimento das penas privativas de liberdade que naquele se lhes foram impostas e objetivando, por via transversa, a ocorrência do advento prescricional.". No mesmo ano, a primeira turma do STF negou o 36º recurso de Estevão e determinou que cumprisse pena em prisão.
Em 2017, durante uma revista, a Polícia Civil do Distrito Federal encontrou itens proibidos na cela de Luiz Estevão e na cantina do Centro de Detenção Provisória (CDP), no Complexo da Papuda, em Brasília. Segundo o Ministério Público do DF (MPDFT),havia uma troca de favores entre Estevão e servidores da penitenciária.
Em 2019, Estevão e os gestores da Papuda à época foram condenados por improbidade administrativa, porque o detento cometeu irregularidades ao reformar, sem autorização oficial, o bloco 5 do Centro de Detenção Provisória (CDP), onde cumpria pena no Complexo Penitenciário da Papuda.
Em 2020, Estevão foi encaminhado para a prisão domiciliar após apresentar suspeita de contaminação pelo COVID-19.[9] O teste posteriormente realizado indicou que não estava contaminado. Em 2021, foi concedido a Estevão o benefício da prisão domiciliar, com a progressão do cumprimento de sua pena para o regime aberto, dispensado o uso de tornozeleira eletrônica. Durante a prisão domiciliar, participou de reunião, transmitida pela internet, com dirigentes de clubes e representantes do governo distrital, que discutiram o retorno do futebol.
Em dezembro de 2022, por meio do indulto de Natal decretado pelo então Presidente da República Jair Bolsonaro, Luiz Estevão foi perdoado de suas condenações por ter maior de 70 anos e já ter cumprido um terço de sua pena .

Em 2023, em relação à denúncia dos itens proibidos encontrados em sua cela em 2017 no Centro de Detenção Provisória (CDP), no Complexo da Papuda, sua condenação foi mantida pela Quinta Turma do Superior Tribunal de Justiça (STJ), com pena de 3 anos e 11 meses de prisão em regime semiaberto. 